# Amarcord

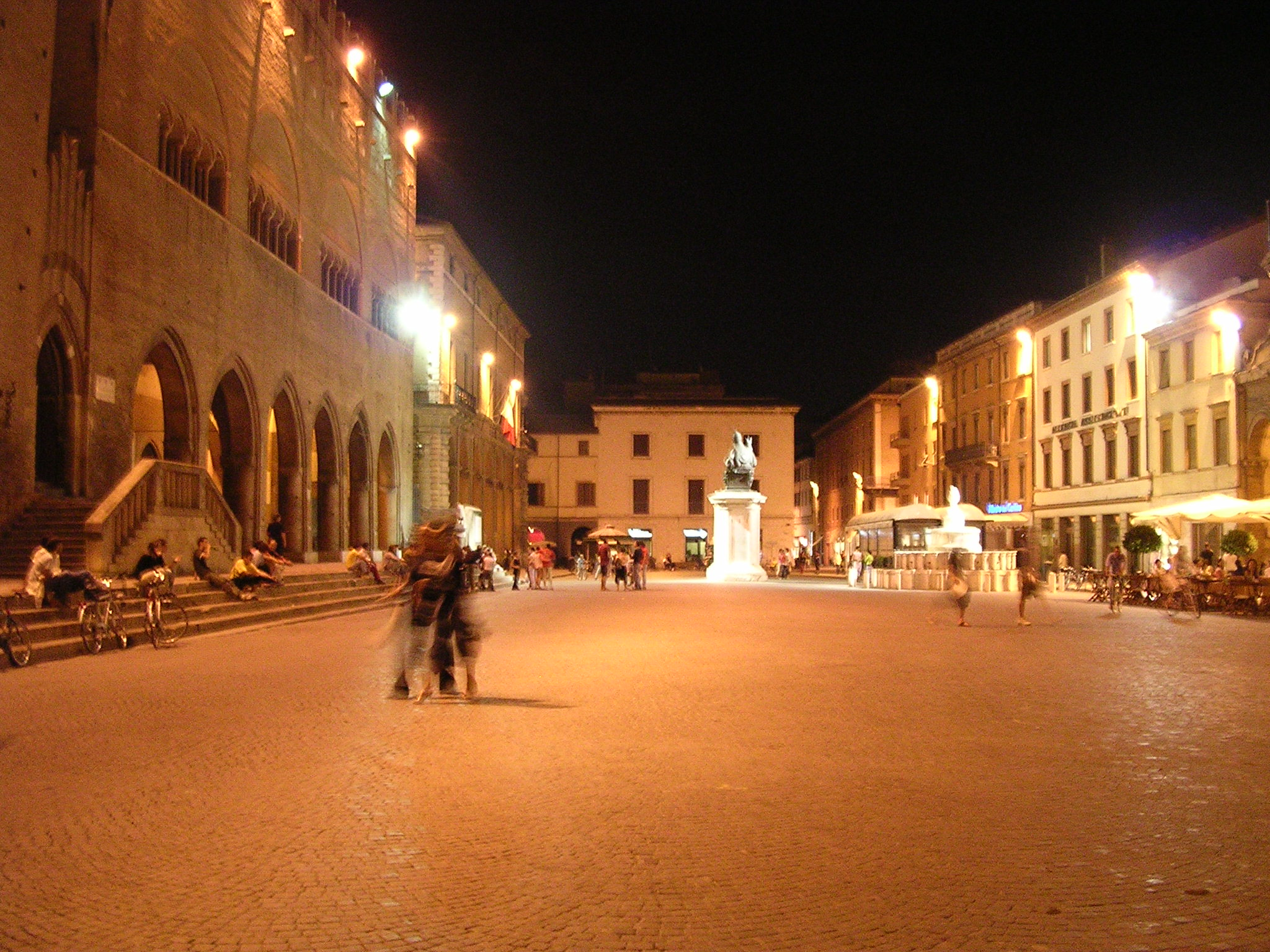
Piazza Cavour, de Rímini, localidad en la que se desarrolla la película.

Amarcord es una película franco-italiana de 1973, escrita y dirigida por Federico Fellini, con guion de Tonino Guerra y música de Nino Rota.
El título se refiere a la expresión a m'arcòrd, que quiere decir literalmente 'yo me acuerdo', 'me acuerdo de' o 'recuerdo' en el emiliano-romañolo, la lengua románica propia de Emilia-Romaña, la región italiana donde está situada Rímini.

## Sinopsis
El largometraje cuenta la historia de algunos personajes que viven en la ficticia ciudad de Borgo, basada en la ciudad de Rímini, ciudad natal de Federico Fellini, durante el período de la Italia fascista en la década de 1930.
Con la apariencia inicial de la típica película costumbrista italiana, no tarda en adquirir una dimensión de ironía, farsa y esperpento.

## Premios
Oscar
| Año  | Categoría                            | Candidato             | Resultado  |
| ---- | ------------------------------------ | --------------------- | ---------- |
| 1974 | Oscar a la mejor película extranjera | Italia                | Ganadora   |
| 1975 | Oscar al mejor director              | Federico Fellini      | Candidato  |
| 1975 | Oscar al mejor guion original        | Fellini/Tonino Guerra | Candidatos |

31.ª edición de las Medallas del Círculo de Escritores Cinematográficos
| Categoría                 | Premiado | Resultado |
| ------------------------- | -------- | --------- |
| Mejor película extranjera | Amarcord | Ganadora  |